# Bock & Hollender

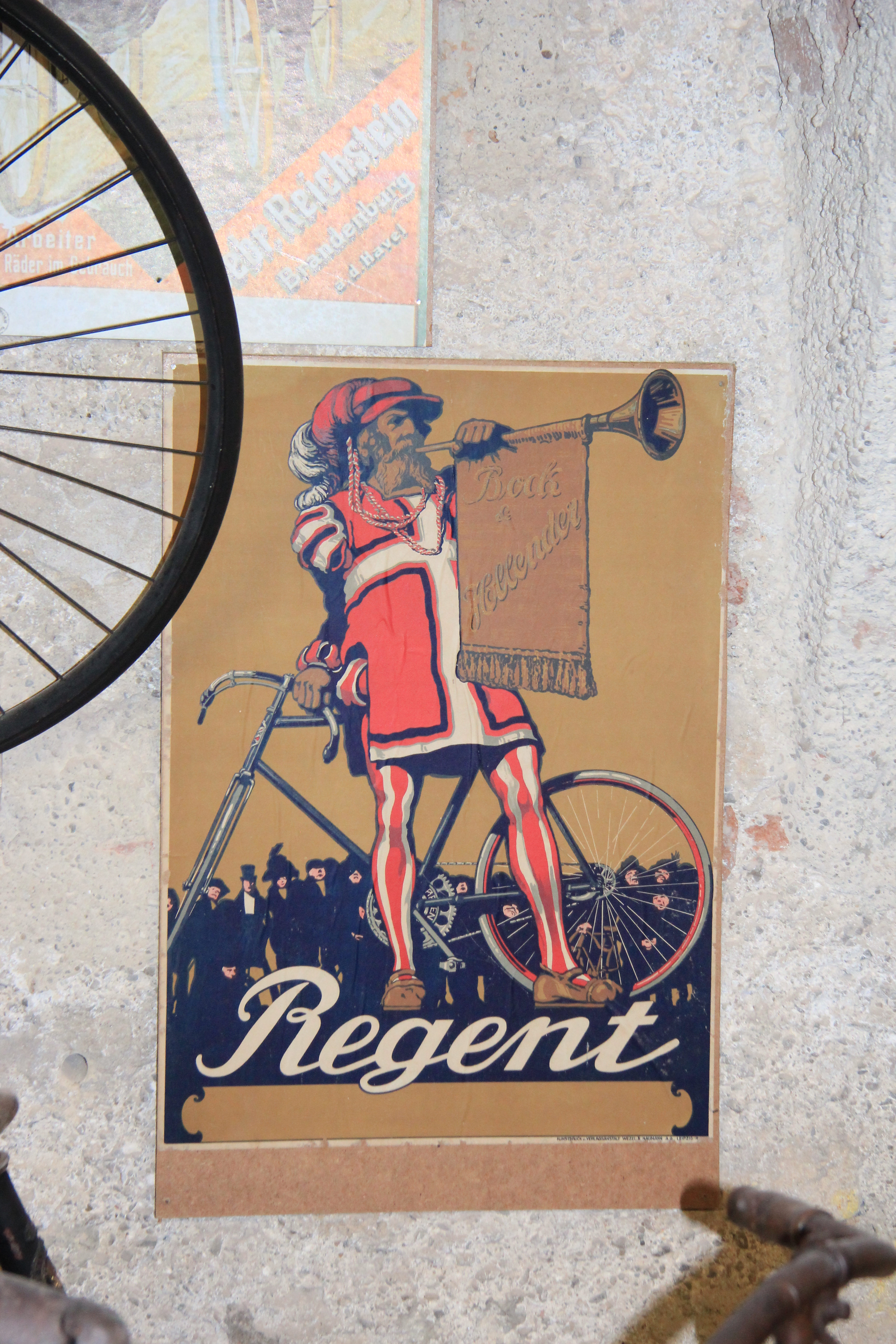
Werbeplakat im Fahrradmuseum Vösendorf, Niederösterreich

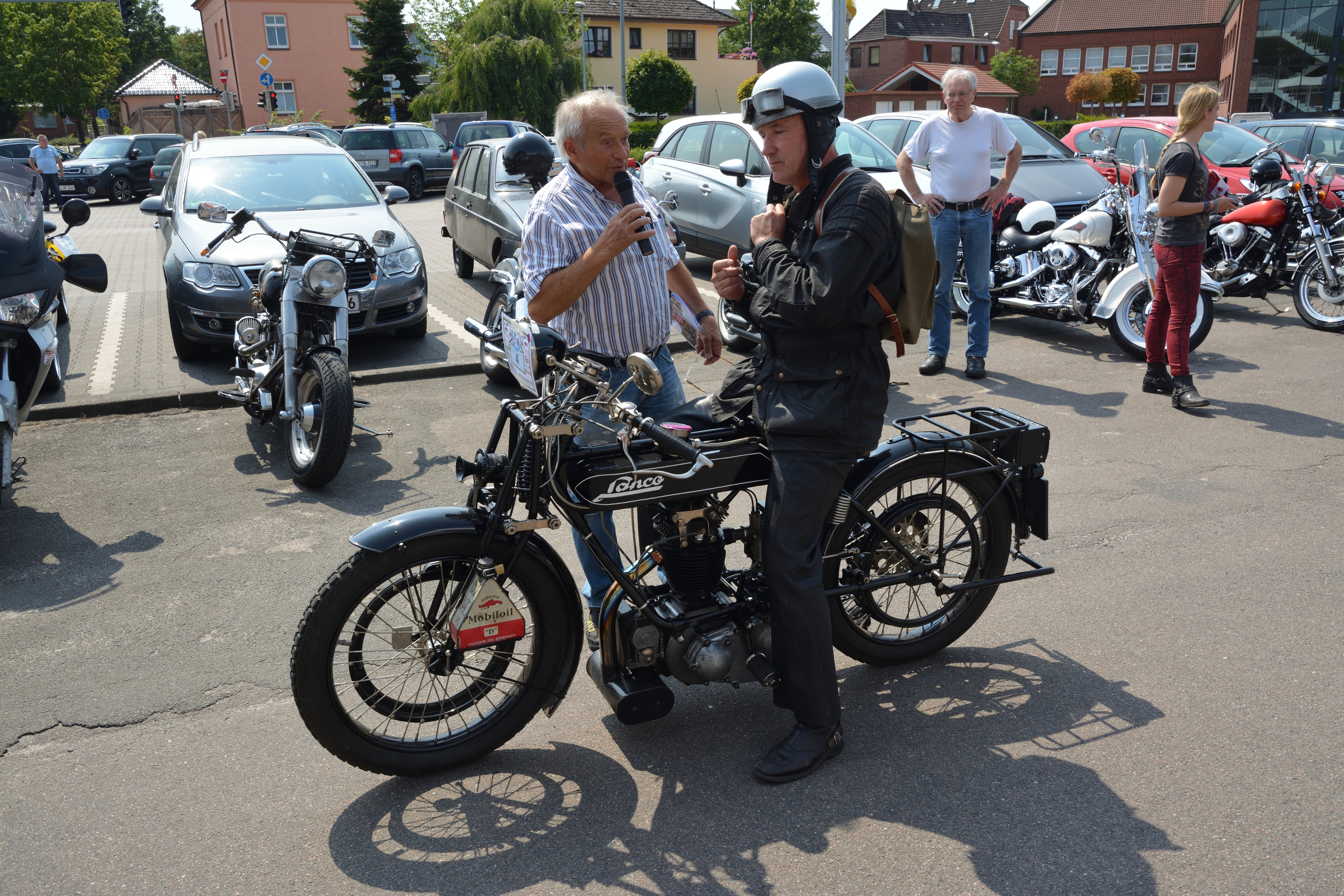
Motorrad von Bock & Hollender (mit Mikrofon Egon Müller)

Die Bock & Hollender OHG war ein Hersteller von Fahrrädern, Motorrädern und Automobilen aus Österreich-Ungarn.

## Unternehmensgeschichte
Heinrich Bock und sein Teilhaber Hollender gründeten im Jänner 1896 das Unternehmen in Wien. Ziel war der Handel mit Fahrrädern, Rohmaterialien und Zubehör. Der Firmensitz befand sich an der Landstraßer Hauptstraße 72 im 3. Wiener Gemeindebezirk. Heinrich Bock schied bereits im gleichen Jahr aus dem Unternehmen aus. 1896 entstanden die ersten selbst gefertigten Fahrräder sowie ein motorisiertes Dreirad für den Gepäcktransport, 1899 das erste Automobil und 1904 das erste Motorrad. Konstrukteur der Fahrzeuge war Ferdinand Trummer. Die Markennamen lauteten Bock & Hollender und Regent. Der Vertrieb in England erfolgte durch die Regent Carriage Company. 1911 endete die Produktion. Im April 1911 ging aus diesem Unternehmen die Wiener Automobil-Fabrik hervor.

## Fahrzeuge
Das Dreirad trug den Modellnamen Regent. Es folgte ein Kleinwagen mit Einzylindermotor. Das Fahrzeug verfügte über eine Bosch-Abreißzündung, Vierganggetriebe und Kettenantrieb. 1902 kam ein Modell mit Vierzylindermotor und 12 PS Leistung und Kardanantrieb dazu. Modelle mit 20 PS und 40 PS folgten. 1907 standen ein Kleinwagen mit Zweizylindermotor und 10/12 PS Leistung sowie ein Vierzylindermodell mit 45 PS im Angebot.
Im Mai 1909 gewann Ferdinand Trummer mit einem Fahrzeug dieser Marke eine Silberne Medaille bei der Internationalen Voituretten-Prüfungsfahrt von Wien über Triest und Klagenfurt am Wörthersee zurück nach Wien.
Ein Auto ist erhalten geblieben und im Siegfried Marcus Automobil-Museum Stockerau in Stockerau in Österreich ausgestellt.